# Napoléon Cochart
Napoléon Cochart, né le 13 mai 1912 à Arrancy-sur-Crusne (Meuse) et mort le 3 janvier 1989 à Longuyon (Meurthe-et-Moselle), est un homme politique français.

## Biographie
Médecin, il s'engage en 1944 dans la résistance au sein des FFI et devient vice-président du comité cantonal de libération de Longuyon, puis maire de cette ville jusqu'en 1948. Son action dans la résistance lui vaut la croix de guerre.
Candidat aux législatives sur la liste du RPF menée par Philippe Barrès en 1951, il est élu député grâce aux 23,1 % des suffrages obtenus.
Député peu actif en séance, il n'intervient jamais en tribune, il fait partie de la vingtaine d'élus du RPF qui constituent en juillet 1952 le groupe dissident de l'Action républicaine et sociale.
Il soutient par la suite Pierre Mendès France et vote contre le projet de CED.
Il ne se représente pas en 1956 et quitte alors la vie politique.